# 齿斑笔螺
齿斑笔螺（学名：Nebularia edentula）是新腹足目笔螺科圆笔螺属的一种海洋腹足纲軟體動物。主要分布于印度尼西亚、台湾，常栖息在浅海。外殼尺寸大概在20毫米至40毫米之間。